# Socorro de la Campa
Socorro de la Campa (16 de septiembre de 1948) es una actriz mexicana con una larga trayectoria en cine, televisión y doblaje. En el doblaje, fue más conocida por hacer la voz de Felina en Thundercats. También ha participado en las telenovelas Daniela, Gitanas y La impostora.

## Filmografía
Telenovelas
- La impostora (2014) - Melania Robles
- Amores cruzados (2006) - Guadalupe "Lupe"
- Gitana (2004) - Visonka
- Un nuevo amor (2003) - Acerradora
- La duda (2002) - Rosa
- Daniela (2002) - Doña Julia Torres de Valdez
- Perla (1997) - Vanessa
- La culpa (1996) - Felicia Miravalles
- Humillados y ofendidos  (1977) - Priscila Gambarrón

Cine
- Lo que se hereda no se hurta (2007)
- La hija del caníbal (2003)
- Para vencer el olvido (1984)
- Uno entre muchos (1981) - Mujer
- Cadena perpetua (1979)
- El lugar sin límites (1978)

Teleseries
- Lotería del crimen (2022) - Margarita[2]
- La querida del Centauro (2017) - Eleonora Solís
- Juana Inés (2016) - Sor Pilar
- Escándalos (2016) - Mamá de Andrea Vitrián
- Decisiones (2008) - Azul
- Lo que callamos las mujeres (2007)

Cortometrajes
- De la cabeza al cielo (1990)

## Doblaje

### Películas
- Carmela (Natalia Nogulich) - Los hechiceros regresan: Alex vs. Alex (2013)
- Barbara (Penelope Wilton) - Shaun de los muertos (2004)
- Sra. Leacock (Bette Henritze) - Lejos del cielo (2002)
- Ann Marie (Ana Gasteyer) - ¿Qué más podría pasar? (2001)
- Darcie (Natasha Lyonne) - Kate & Leopold (2001)
- Gwen (Cleo Laine) - La última rubia (2000)
- Cap. Talman (Lorena Gale) - Dragones americanos (1998)
- Penélope (Nicola Cavendish) - El arca de Norman (1998)
- Lizzie (Rebecca Koon) - Un gato del FBI (1997)
- Ray Anne (Shannon Whirry) - Pánico en la carretera (1997)
- Donna (Grace Phillips) - Verdad o consecuencias (1997)
- Margarita Dummond (Pauline Collins) - Un canto de esperanza (1997)
- Espectadora (Elizabeth Illia) - Vacaciones en Las Vegas (1997)
- Juez Joan Northcutt (June Claman) - En la riqueza y en la pobreza (1997)
- Lulu Foley (Molly Parker) - Titanic (1996)
- Inez Cifuentes (Yareli Arizmendi) y voces adicionales - Algo muy personal (1996)
- Maestra de química - Jóvenes brujas (1996)
- Louis Finley (Caroline Aaron) - Arresto a domicilio (1996)
- Mia Williams (Regina King) - El pequeño espacio entre el odio y el amor (1996)
- Kate (Helen Shaver) - Terror bajo la tierra 2 (1996) (Doblaje original)
- Sra. Della Croe (Jennifer Bassey) - Las travesuras de Dunston (1996)
- Esther MacInerney (Gail Strickland) - Mi querido presidente (1995)
- Sofia Darling (Lois Smith) - Recuerdos de amores pasados (1995)
- Issacs (Sigrid Thornton) - Atrapados en el espacio (1995)
- Dama en plaza (Jeannette Kontomitras) - Entrevista con el vampiro (1994) (Redoblaje)
- Pam (Gail Strickland) - Cuando un hombre ama a una mujer (1994)
- Diane (Mariangela Pino) - Ricky Ricón (1994)
- Alice (Alice Liu) - Lobo (1994)
- Maggie (Sasha Hanau) - Frankenstein de Mary Shelley (1994)
- Chica en bikini (Kirsten Maryott) - Una pareja de idiotas (1994)
- Beverly R. Sutphin (Kathleen Turner) - Ten cuidado con mamá (1994)
- Prostituta (Vivian Wu) - Entre el cielo y la tierra (1993)
- Paula (Sigrid Adrienne) - Striking Distance (1993)
- Sra. Williams (Jenifer Lewis) - Meteor Man (1993)
- Jen (Jan Hooks) - Batman Returns (1992)
- Helen Sharp (Goldie Hawn) - La muerte le sienta bien (1992)
- Ardelia Mapp (Kasi Lemmons) - The Silence of the Lambs (1991)
- Jane Spencer (Priscilla Presley) - The Naked Gun 2 1/2: The Smell of Fear (1991)
- Clara (Armelia McQueen) - Ghost: La sombra del amor (1990)
- Carol (Barbara Garrick) - Recuerdos de Hollywood (1990)
- Mamá de Milton (Joey Heatherton) y voces adicionales - Cry Baby (1990)
- Tía May (Anna Berger) - Crímenes y pecados (1989)
- Voces adicionales - Cocoon: El Regreso (1988)
- Ginny (Dustyn Taylor) - Duro de matar (1988)
- Voces adicionales - Estaré en casa para Navidad (1988)
- Shelley la azafata (Cindy Harre) - Nada en común (1986)
- Sra. Bueller (Cindy Pickett) - Un experto en diversiones (1986)
- Ethel (Carol Locatell) - Viernes 13 parte 5: todo comienza de nuevo (1985)
- Tina en De la furia a la libertad (1985)
- Ellen Griswold (Beverly D'Angelo) - Vacaciones europeas (1985)
- Jennifer Parker (Claudia Wells) - Volver al Futuro (1985) (doblaje original de 1986)
- Amanda (Drew Barrymore) - Los ojos del gato (1985)
- Mama Fratelli (Anne Ramsey) - Los Goonies (1985)
- Elaine (Mary Ellen Trainor) - Dos bribones tras la esmeralda perdida (1984)
- Doreen (Annie McEnroe) - The Survivors (1983)
- Lynn (Kim Cattrall) - Porky's (1982)
- Dwan (Jessica Lange) - King Kong (1976)
- Señora Karras (Vasiliki Maliaros) - El exorcista (1973)
- Señora Mann (Jacqueline Scott) - Duelo a muerte (1971)
- Martha Von Trapp (Debbie Turner) - La novicia rebelde (1965)

### Películas animadas
- Sid - ¡Oye Arnold! La película
- Violeta - Los supersabios
- Meg Gale - Scooby-Doo! Miedo al escenario

### Anime
- Sailor Moon - Mimet / Droidos (ep. 66 y 80) / Rueda (ep. 98) / Chica (ep. 187) / Azafata (ep. 188) (como Socorro Campa Medina)
- Ranma ½ - Azusa Shiratori / Tsubasa Kurenai
- Naruto Shippuden - Chiyo
- Dominio: Unidad Policial Tanque - Unnipuma

### Series animadas
- Felina - Thundercats
- Sid - ¡Oye Arnold!
- Tina Turner - El crítico
- Jane Williamson Read en Arturo
- Sofía - Los Mapaches
- Secretaria de Krusty el payaso - Los Simpson

### Series de TV
- Jane Mancini (Josie Bissett) - Melrose Place
- Jamie Stickland (Amy Hunter) - Pacific Blue
- Beth Greeley (Natasha Gregson Wagner) - Pasadena
- Sandra Green (Marlo Thomas) - Amigos
- Jennifer Keaton (Tina Yothers) - Lazos familiares
- Terri Michaels (Markie Post) - Profesión Peligro
- Harriet Brindell (Emily Schulman) - La Pequeña Maravilla (temp 2-5)
- Bonnie Barstow (Patricia Mcpherson) - El auto fantástico (2.ª voz)
- Enfermera Carol Hathaway (Julianna Margulies) - E.R. Sala de Urgencias (3a temp)
- Sra. Angelli (Barbara Jones) - ¿Le temes a la oscuridad? ("La Historia de la Chica de sus Sueños") [Temp. 3 ep. 10]
- Carmela (Natalia Nogulich) - Los hechiceros regresan: Alex vs. Alex
- Voces adicionales en Misterios sin resolver
- Voces adicionales en La ley y el orden: Unidad de víctimas especiales

### Telenovelas Japonesas
- Oshin - Michiko (esposa de Hitoshi - joven) (Misako Tanaka), Michiko (esposa de Hitoshi - adulta) (Yoko Asaji) y voces adicionales